# Lorenzo Chiarinelli

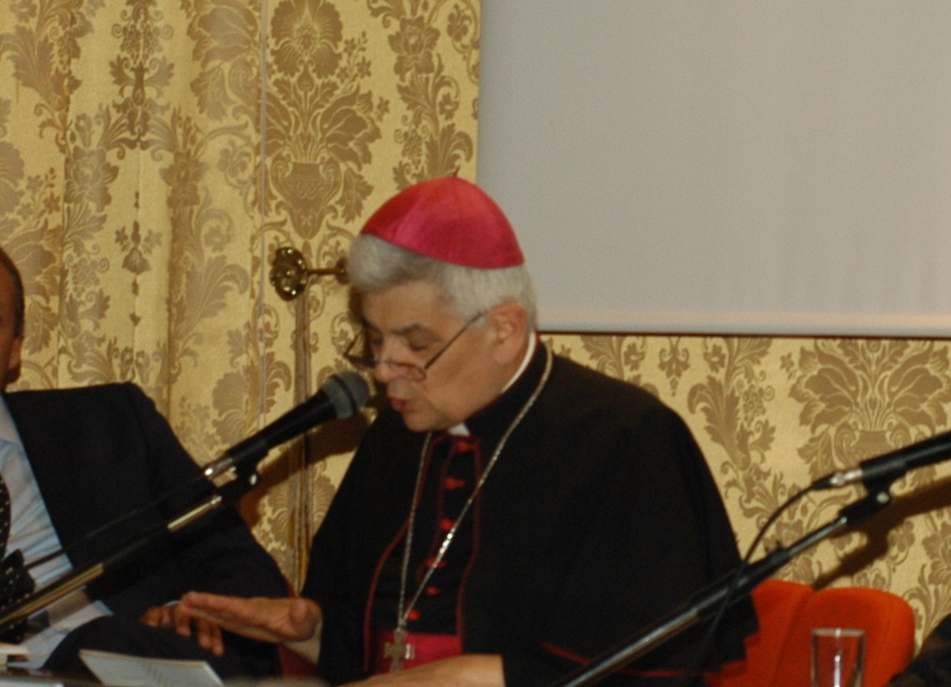
Bischof Lorenzo Chiarinelli (2005)

Lorenzo Chiarinelli (* 16. März 1935 in Concerviano; † 3. August 2020 in Rieti) war ein italienischer Geistlicher und römisch-katholischer Bischof von Viterbo.

## Leben
Lorenzo Chiarinelli empfing am 15. September 1957 die Priesterweihe. Nach seinem Abschluss an der Päpstlichen Universität Gregoriana und der Päpstlichen Lateranuniversität war er in Rieti tätig in der Seelsorge, als Generalvikar und als Lehrer für Religion, Philosophie, Ethik und Anthropologie. Von 1967 bis 1974 war er stellvertretender Assistent des italienischen katholischen Universitätsverbandes „Federazione universitaria cattolica italiana“ (FUCI) und anschließend den Organisationen „Movimento dei laureati“ sowie „Movimento Ecclesiale di Impegno Culturale“ (MEIC). 15 Jahre lang war er Professor für Patristik und christliche Literatur am Missionskatechese-Institut der Päpstlichen Universität Urbaniana in Rom.
Papst Johannes Paul II. ernannte ihn am 21. Januar 1983 zum Bischof des neuen Bistums Sora-Aquino-Pontecorvo, gebildet aus den Bistümern Aquino, Pontecorvo und Sora. Der Kardinalpräfekt der Kongregation für die Bischöfe, Sebastiano Kardinal Baggio, weihte ihn am 27. Februar desselben Jahres zum Bischof; Mitkonsekratoren waren Francesco Amadio, Bischof von Rieti-San Salvatore Maggiore, und Dino Trabalzini, Erzbischof von Cosenza e Bisignano. Am 30. September 1986 erfolgte die Ernennung zum Bischof des neu strukturierten Bistums Aquino, Sora und Pontecorvo.
Am 27. März 1993 wurde er durch Papst Johannes Paul II. zum Bischof von Aversa und am 30. Juni 1997 zum Bischof von Viterbo ernannt. Am 11. Dezember 2010 nahm Papst Benedikt XVI. sein altersbedingtes Rücktrittsgesuch an.
Chiarinelli war Präsident der CEI-Kommission für Katechese und Glaubenslehre und kümmerte sich um die Realisierungsphase der Katechese-Texte. Er war Mitglied der Bischofskommission für Ökumene und Dialog und Präsident des wissenschaftlichen Komitees, das die Wochen der italienischen Katholiken organisierte. In dieser Rolle leitete er im Oktober 2004 die 44. Sozialwoche der italienischen Katholiken zum Thema "Demokratie: Neue Szenarien – neue Mächte". Zudem war er Mitglied der Kongregation für die Selig- und Heiligsprechungsprozesse.
2000 wurde er ausgezeichnet mit dem Kreuz des Großoffizier (Grande-Oficial) des Ordens des Infanten Dom Henrique.

## Schriften
- Presbiteri e vescovo. A servizio della comunione, EDB Bologna 1991, ISBN 978-8810501610
- mit Ernesto Vecchi: Tutti chiamati a servire, EDB Bologna 1991, ISBN 978-8810901588
- Padre, dimmi una parola, EDB Bologna 2007, ISBN 978-8810808214
- Così antica e così nuova: la Chiesa!, Cittadella editrice, Assisi 2014, ISBN 978-8830813793